# Rhododendron detzneranum
Rhododendron detzneranum är en ljungväxtart som beskrevs av Hermann Sleumer. Rhododendron detzneranum ingår i släktet rododendron, och familjen ljungväxter. Inga underarter finns listade i Catalogue of Life.